# Lauren Faust

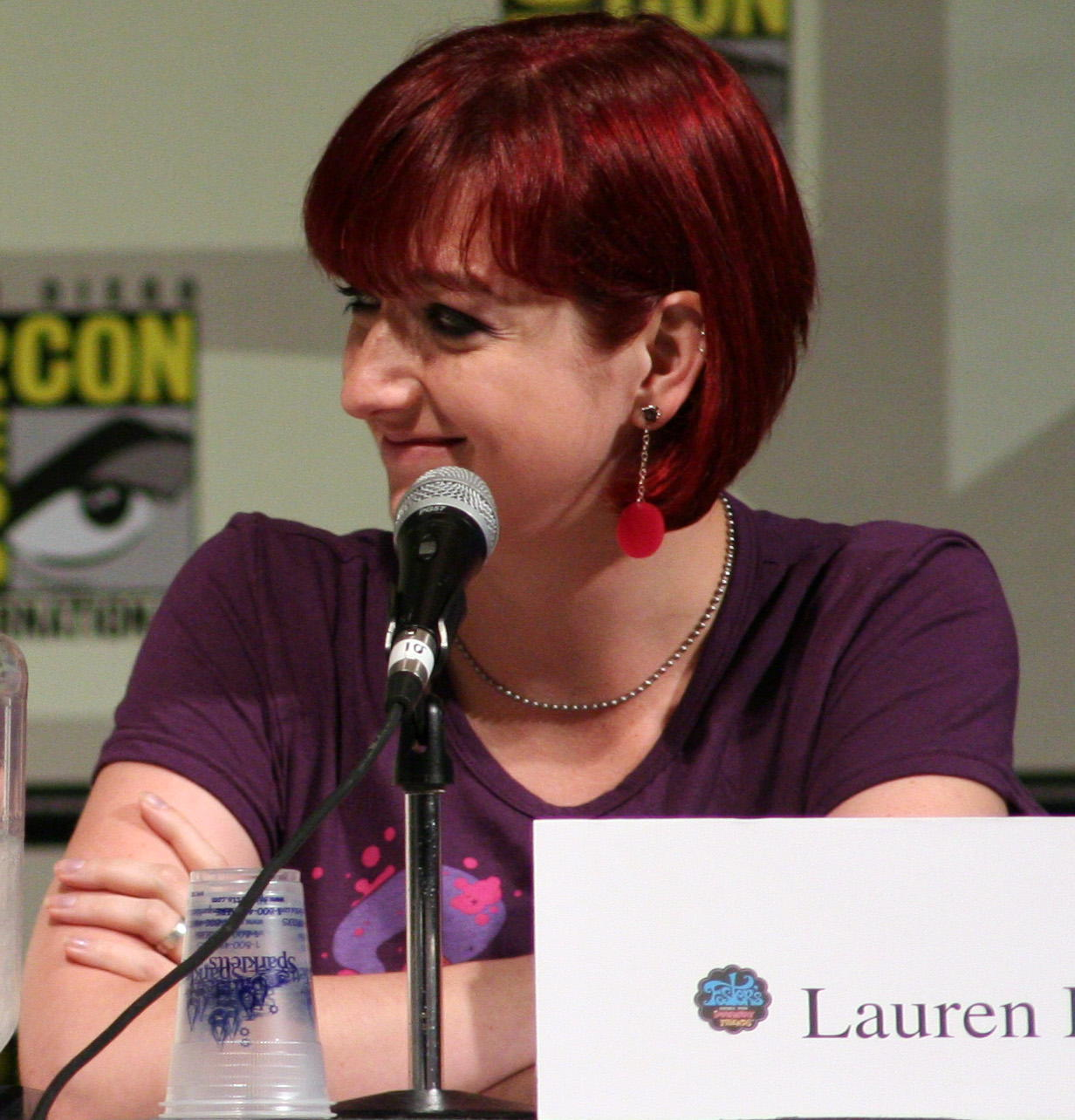
Lauren Faust

Lauren Faust, född 25 juli 1974 i San Jose, Kalifornien, är en amerikansk animatör, mest känd som skapare av tv-serien My Little Pony: Vänskap är magisk. Powerpuffpinglorna, Fosters hem för påhittade vänner, DC Super Hero Girls och Kid Cosmic är andra tv-serier som hon arbetat med. Hon har även arbetat som animatör på långfilmerna Katter dansar inte, Det magiska svärdet - kampen om Camelot och Järnjätten samt som manusförfattare, storyboardkonstnär och karaktärsdesigner på The Powerpuff Girls Movie.
Faust har studerat animation vid California Institute of the Arts. Hon har polsk och tysk härkomst[källa behövs], och växte upp i Severna Park[källa behövs], nära Annapolis i Maryland.
Hon har nominerats till en Emmy sex gånger (tre gånger för Fosters hem för påhittade vänner (2006, 2007, 2009), två gånger för Powerpuffpinglorna (2001, 2004) och en gång för Wander i galaxen (2015)), varav hon vann en, 2009, då hon vann en Emmy för sitt arbete med Fosters hem för påhittade vänner (för programmering en timme eller mer). Hon har två Annie-nomineringar, en för sitt arbete med Fosters hem för påhittade vänner (2005) och en hennes arbete med DC Super Hero Girls (2020).
Faust meddelade sitt beslut att avgå från exekutiv producent till konsulteranda producent för My Little Pony: Vänskap är magisk den 8 maj 2011, efter den första säsongsfinalen.
Lauren Faust har även skapat det animerade konceptet Milky Way and the Galaxy Girls, som inte antagits av produktionsbolag, men som hon till en del fortsatt jobba på privat.